# Nitroglycerin
Nitroglycerin (auch Nitroglyzerin) ist der veraltete bzw. Trivialname für Glyceroltrinitrat bzw. Glycerintrinitrat oder auch Trisalpetersäureglycerinester. Es handelt sich um einen sehr bekannten Explosivstoff, welcher in Form von Dynamit als Sprengstoff eingesetzt wird. Daneben wird es auch als Arzneistoff mit gefäßerweiternder Wirkung eingesetzt. Der Stoff fällt in den Geltungsbereich des Sprengstoffgesetzes und wird in der Anlage II in die Stoffgruppe A eingeteilt.

## Name
Die geläufige Bezeichnung „Nitroglycerin“ ist gemäß der lange nach seiner Benennung ausgearbeiteten systematischen IUPAC-Nomenklatur irreführend, da das Präfix Nitro- auf eine Kohlenstoff-gebundene NO2-Gruppe hinweist. Im Glyceroltrinitrat jedoch ist der Alkylrest über je ein überbrückendes Sauerstoffatom an je ein Stickstoffatom gebunden, weswegen es sich um einen Trisalpetersäureester handelt. „Glycerin“ ist der veraltete bzw. Trivialname für „Glycerol“, da es sich bei diesem um einen Alkohol handelt, für welchen die Endung -ol zu verwenden ist.
Noch exakter als Glyceroltrinitrat wäre demnach die Bezeichnung Glyceroltris(nitrat), wobei das Präfix tris darauf hinweist, dass es sich bei dem Säurerest nicht um ein Kondensat aus drei Molekülen HNO3 handelt, sondern dreimal mit je einem Molekül verestert wurde. Ferner wäre noch der systematische Name für Glycerol, Propan-1,2,3-triol, möglich, somit die Bezeichnung Propantrioltrinitrat ebenfalls korrekt.

## Geschichte

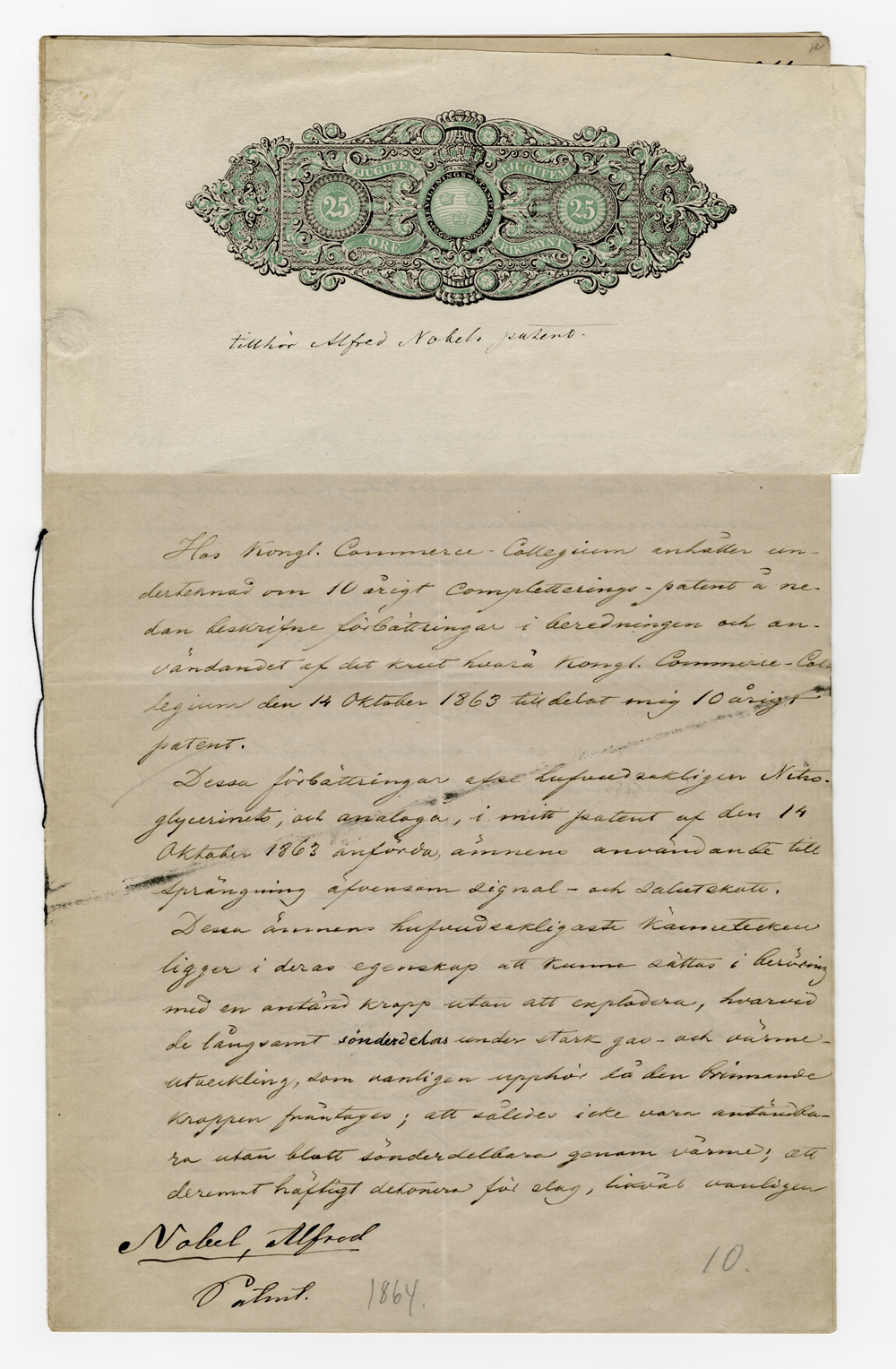
Patentanmeldung von Nobel (Juni 1864)

Im Jahre 1847 stellte der Turiner Arzt und Chemiker Ascanio Sobrero erstmals Nitroglycerin her. Alfred Nobel erfand 1867 den handhabungssicheren Sprengstoff Dynamit, bei dem Kieselgur mit Nitroglyzerin getränkt wird. 1875 wurde von Nobel aus Nitroglycerin und Zellulosenitrat (Kollodium) der bis dahin stärkste gewerbliche Sprengstoff, die Sprenggelatine, hergestellt. Diese Mischung wurde kurze Zeit später im harten Gestein beim Bau des Gotthardtunnels in der Schweiz mit Erfolg angewendet. Aus der Sprenggelatine wurden mit Zuschlagstoffen die schwächeren Gelatine-Dynamite hergestellt. Bei Verwendung von Ammonsalpeter (Ammoniumnitrat) in diesen Mischungen wurden durch Nobel die Grundlagen für die heute verwendeten Sprengstoffe geschaffen.
Der englische Mediziner William Murrell (1853–1912) verschrieb 1879 Nitroglycerin sublingual zur Prophylaxe und Linderung akuter Angina-pectoris-Anfälle. 1924 formte der Apotheker Kurt Boskamp (1884–1945) die erste Gelatinekapsel mit Nitroglycerin, Nitrolingual. Diese von der seit 1835 in Danzig gegründeten und auch in Marienburg in Westpreußen ansässig gewesene chemisch-pharmazeutischen Fabrik G. Pohl-Boskamp (später in Lockstedt und bis heute in Hohenlockstedt) produzierte Zerbeißkapsel (aus Gelodurat) ist bis heute im Handel.

## Darstellung und Gewinnung
Glycerintrinitrat wird durch die Veresterung der drei Hydroxygruppen von wasserfreiem Glycerin mit einer Mischung aus Salpetersäure und Schwefelsäure, der sogenannten Nitriersäure, hergestellt:
Man unterscheidet diskontinuierliche und kontinuierliche Herstellungsverfahren. Bei diskontinuierlichen Verfahren wird eine bestimmte Menge Nitriersäure vorgelegt und bei starker Kühlung kleine Mengen Glycerin zugegeben. Aufgrund der Wärmeentwicklung und einer autokatalytischen Zersetzung bei Temperaturen über 30 °C bergen diese Methoden jedoch häufig unkalkulierbare Risiken. Das Auftreten von Nitroglycerindämpfen kann wegen der blutdrucksenkenden Wirkung (s. o.) zum Bewusstseinsverlust führen, was dadurch die Kontrolle über die Temperaturen bei der Herstellung unmöglich und damit eine unkontrollierte Zersetzung wahrscheinlich werden lässt.
Um die Glycerintrinitratmengen in den einzelnen Verarbeitungsstufen so gering wie möglich zu halten und die Produktivität zu erhöhen, wurden daher kontinuierliche Herstellungsverfahren entwickelt. Im einfachsten Fall werden Nitriersäure und Glycerin kontinuierlich in ein gekühltes Rohrsystem gegeben und mischen sich dort aufgrund der laminaren Strömungsverhältnisse. Die modernsten Verfahren benutzen Injektorpumpen, bei denen die durchfließende Nitriersäure einen Unterdruck erzeugt, mit dem das Glycerin angesaugt und in dem Säurestrahl verwirbelt wird. Die Reaktionstemperatur liegt bei etwa 70 °C.
Allgemein erfordert die Synthese von Glycerintrinitrat besondere Sorgfalt und Kenntnisse im Umgang mit Gefahrstoffen, es darf daher nur in professionellen Laboratorien oder technischen Produktionsanlagen hergestellt werden. Neben den offensichtlichen, selbst wohl den meisten Laien bekannten Gefahren einer ungewollten Detonation sind auch die toxikologischen Eigenschaften, sowohl des Endstoffes Glycerintrinitrat (welcher u. a. durch Aufnahme über die Lunge schnell zu einem massiven Blutdruckabfall und somit im schlimmsten Fall zum Kreislaufkollaps und Tod führen kann) als auch weiterer Gefahrenquellen – wie der Nitriersäure und deren hoch toxischer ‚nitroser Gase‘ (Stickstoffdioxide) –, keinesfalls zu unterschätzen. Da Glycerintrinitrat auch transdermal (über die Haut) absorbiert werden kann und schon in relativ geringen Dosen letal wirkt, ist neben einer Atemschutzmaske auch speziell imprägnierte Arbeitskleidung zum Schutz der Extremitäten erforderlich.

## Eigenschaften
Glycerintrinitrat ist bei Standardbedingungen eine farblose, geruchlose und schlecht wasserlösliche Flüssigkeit. Die Dampfdruckfunktion ergibt sich nach Antoine entsprechend log10(P) = A−(B/(T+C)) (P in Torr, T in °C) mit A = 5,48111, B = 1410,9663 und C = 173,838 im Temperaturbereich von 141,0 bis 439,8 °C.  Es hat einen süßlichen Geschmack, und schon die Einnahme einer geringen Menge Glycerintrinitrat (10 mg bzw. 0,15 mg/kg Körpergewicht) führt zu Kopfschmerzen. Der Schmelzpunkt liegt je nach Polymorph bei 2,8 °C oder 13,5 °C.
- Art: Sekundärsprengstoff
- Explosionswärme: 6,264 kJ·g−1[17] (27,58 J/mol)
- Detonationsgeschwindigkeit: 6700–8500 m/s (7600 m/s (Dichte: 1,599 g/cm³)[1])
- Bleiblockausbauchung: 52 cm³/g[1]
- Schlagempfindlichkeit: 0,2 J[1] (2 kg Fallhammerversuch aus 1 cm Höhe)
- Reibempfindlichkeit: bis 350 N Stiftbelastung keine Reaktion[1]
- Grenzdurchmesser Stahlhülsentest: 24 mm[1]

Bei der Explosion oder beim Zerfall von Glycerintrinitrat entstehen aus chemischer Sicht in einer intramolekularen Redoxreaktion – mit den Nitrogruppen als Oxidationsmitteln und den C-Atomen als Reduktionsmitteln – die Reaktionsprodukte Kohlendioxid, Wasser, Stickstoff und Stickstoffmonoxid:
Die vollständige Umwandlung des flüssigen Sprengstoffes in extrem kurzer Zeit in Produkte, die bei hoher Temperatur gasförmig sind, führt zu einer massiven Volumenausdehnung, das heißt zu hoher Sprengkraft.

## Verwendung

### Sprengstoff
Glycerintrinitrat wird als Sprengstoff verwendet. Wegen der starken Stoß- und Erschütterungsempfindlichkeit ist die Handhabung allerdings schwierig. Alfred Nobel gelang es 1867, Glycerintrinitrat in Kieselgur einzulagern. Das entstehende Dynamit war einfacher zu benutzen. Da aber dessen Anteil von 25 Prozent inaktiven Kieselgurs die Sprengkraft reduzierte, stellte ebenfalls Nobel 1875 Sprenggelatine her, eine ideal zerfallende Mischung aus Nitroglycerin und Schießbaumwolle (Zellulosenitrat, Ballistit bzw. Cordit). Später wurde Glycerintrinitrat als Sprengstoffbestandteil wegen seines Gefrierpunkts bei 13,5 °C (stabile, rhombische Modifikation) bzw. 2,8 °C (labile, trikline Form) teilweise durch Nitroglycol (Ethylenglycoldinitrat oder EGDN) ersetzt, das erst bei −22 °C gefriert. Nitroglycol ist allerdings recht flüchtig und daher in warmen Ländern mit nur wenig prozentualem Anteil an Sprengöl im Gesamtsprengstoff nicht zu empfehlen. Glycerintrinitrat ist dagegen heute noch ein wichtiger Bestandteil vieler Treibladungspulver. In geringen Mengen zugesetzt erhöht es die Sprengkraft von Ammonsalpetersprengstoffen.

### Medizin

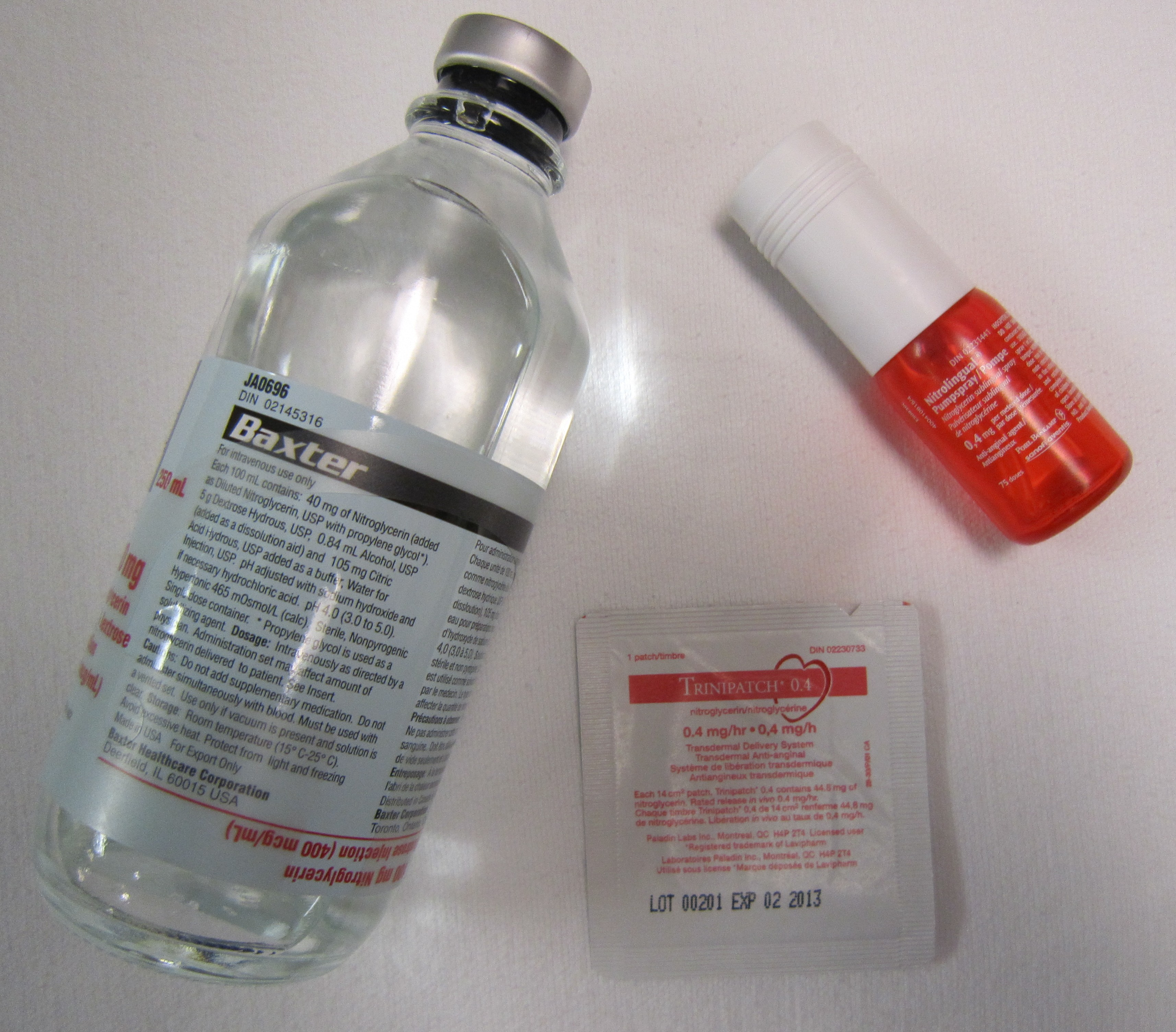
Nitroglycerin in drei Darreichungsformen: Intravenöse, Sublingualspray, Pflaster

Nitroglycerin zerfällt im Körper und setzt dabei Stickstoffmonoxid frei. Stickstoffmonoxid wirkt auf glatte Muskelzellen entspannend (dilatierend). Durch die Wirkung auf die glatten Muskelzellen in den Wänden der Blutgefäße wirkt es gefäßerweiternd. Die Wirkung ist besonders stark in großen Venen und großen Arterien und weniger ausgeprägt in Widerstandsgefäßen. Durch die Erweiterung der Venen wird der Füllungsdruck des Herzens (Vorlast) verringert, durch die Erweiterung der großen Arterien steigt deren Compliance, der Blutdruck sinkt, und damit der Druck, gegen den das Herz das Blut auswerfen muss (Nachlast). Beides führt dazu, dass das Herz weniger stark arbeiten muss und weniger Sauerstoff verbraucht. Daher wird Nitroglycerin unter dem Namen Glyceroltrinitrat als Arzneimittel bei ischämischen Herzerkrankungen wie Angina pectoris und bei Herzinsuffizienz verwendet. Siehe auch organische Nitrate. Herzinfarkte werden hingegen als „nitroresistent“ bezeichnet, da bei einem Verschluss der Koronararterien die vasodilatative Wirkung des freigesetzten Stickstoffmonoxid keinen therapeutischen Effekt hat. Auch eine Anwendung bei einem Schlaganfall in Form eines Notfallpflasters wird derzeit erforscht.
Es kommt in der Notfallmedizin weiterhin auch bei Linksherzinsuffizienzen und kardial bedingten Lungenödemen zur Anwendung. Weitere Anwendungsgebiete sind die hypertensive Krise (Nitroglycerin, bei Erwachsenen mit 25–300 µg/min intravenös verabreicht, senkt sowohl den Blutdruck als auch den Gefäßwiderstand) und spastische Harnleiter- und Gallenkoliken. Zu beachten ist allerdings, dass es zu lebensgefährlichen Komplikationen kommen kann, wenn das Medikament Sildenafil (Viagra) bis zu 72 Stunden vor der Einnahme des Präparats genommen wurde.
Häufige Anwendung findet Nitroglycerin ebenfalls als Wirkstoff in 'Nitrosalben' (z. B. Rectogesic), welche bei Analfissuren auf erkranktes Gewebe aufgetragen werden und mit der u. a. durchblutungsfördernden Wirkung für eine Entkrampfung des Muskeltonus sorgen.

#### Nebenwirkungen
Zu den Nebenwirkungen des Mittels zählen eine Erhöhung des intrakraniellen Drucks, eine mögliche Reflextachykardie sowie Kopfschmerzen, Erröten und ein Hitzegefühl.

#### Kontraindikation
Nitroglycerin darf nicht zusammen mit Phosphodiesterase-Hemmer, wie beispielsweise Sildenafil (Viagra), eingenommen werden.

#### Sprengstofferkennung
Die Kapseln wiegen z. B. 357,0 mg, davon 0,8 mg Nitroglycerin.
Salben einhalten z. B. 0,4 % Massenanteil Nitroglycerin.
Der Wirkstoff ist in fette Öle und/oder andere Hilfsstoffe eingebunden.
Die Medikamente können nicht explodieren und auch große Mengen können nicht als Sprengstoff verwendet werden.
Bei der Einnahme bzw. Anwendung können Rückstände an den Fingern verbleiben und dann weitere Gegenstände kontaminieren.
Die Kontamination kann bei Sicherheitskontrollen den Bombenalarm auslösen.
Insbesondere beim Einsatz von Salben kann u. a. deshalb ein Fingerschutz zu empfehlen sein.

## Handelsnamen
Monopräparate
Corangin Nitrospray (D), Deponit (D, A, CH), Glytrin (A), MinitranTM (CH), Minitrans (D), Nitrangin (D), Nitro (D, A), Nitroderm (D, A, CH), Nitro-Dur (A, CH), Nitronal (CH), Nitrolingual (D, A), Perlinganit (D, A, CH), Trinitrin (CH), Trinitrosan (D), Rectogesic (Salbe), diverse Generika (CH).